# Света Катарина (Мајстор Теодорик)
Света Катарина Александријска је слика боемског готичког сликара мајстора Теодорика рађена уљаном темпером на буковој дасци. Истиче се међу Теодориковим сликама у капели Часног крста замка Карлштејн, посебно по богато украшеној одећи. Слика је изложена у колекцији средњовековне уметности Националне галерије у Прагу. 

## Опис и класификација
Слика је димензија 115 x 86,9 цм. Оквир, украшен истим штампаним украсом као и позадина слике, је оригиналан. Слика је рестаурирана 1968. (Р. Слански) и 1980-их (К. Весели). Света Катарина држи уобичајене атрибуте - у левој руци точак за мучење са металним шиљцима, у десној мач којим јој је, према легенди, посечена глава.
Деликатна подлога, која обележава и најситније детаље, сврстава слику у главну групу Теодорикових слика у Карлштејну. Сама слика лица је мало промењена у односу на оригинални цртеж и црте лица су сличне онима код Богородице на слици Свете Ане са Маријом и дететом Христом. Цела група светитеља, која је смештена у североисточној ниши презвитерија у капели Часног крста, одликује се богатом декорацијом драперије. Одежда Свете Катарине је једна од најсложенијих међу њима, а поред замршене и богате шаре самог огртача, украшена је рељефним апликацијама. На плавој азуритној подлози, исцртани су цветови са шест латица у комбинацији са стилизованим хризантемама, праћени ручно осликаним листовима тролиста. Набори драперије су осенчени ултрамарин плавом са коштано-црном. Светитељка је првобитно имала распуштену косу која јој се спуштала низ десно раме. Након префарбања азурит плавом бојом, дизајн на овом делу драперије је само приближно реплициран. Истовремено, оригинална зелена палмина грана била је обојена браон, а мач у њеној десној руци био је обојен црвеном бојом. Разлике у интензитету фарбања косе од чела надоле упућују на то да је светица можда првобитно носила круну или покривач за главу. Пастиглија (рељефна декорација), са мотивом грожђа и шестокраким розетама, направљена од мешавине креде и лепка, изливена је у калупу од калаја. За подлогу је причвршћена уљаним лепком уз додатак окера и минијума. 

## Света Катарина Александријска у време Карла IV
Света Катарина је била једна од најпопуларнијих светитељки у време настанка слике у 14. веку. Била је заштитница научника и студената, као и новооснованог Карловог универзитета. Она је такође имала посебан лични значај за Карла IV, јер је на празник Свете Катарине, 25. новембра, он водио победоносну битку код замка Сан Феличе у северној Италији 1332. године као млад 16-годишњи краљевић. У богато украшеном приватном ораторијуму Карла IV, поред капеле Девице Марије у Карлштејну, налази се мурал Свете Катарине на десној страни олтарске менсе.  То је вероватно и разлог зашто се ова капела, првобитно посвећена заштитнику Ломбардије, Светом Палматију, у литератури назива капела Свете Катарине.

### Света Катарина Александријска у уметности
- Икона Свете Катарине Александријске (13. век)
- Симоне Мартини, Марија Магдалена и Света Катарина Александријска (1322-1326)
- Николо ди Сења, Света Катарина Александријска (пре 1348)
- Андреа ди Ћионе Оркања, 1354-1357, Санта Марија Новела, Фиренца
- Пјетро Нели, Света Катарина Александријска (1365)